# Peter and Gordon
Peter and Gordon è stato un duo musicale beat britannico formato nel 1964 e attivo fino al 1967, composto da Peter Asher e Gordon Waller.
Il duo ha ottenuto notorietà grazie al brano A World Without Love, composto da Paul McCartney e John Lennon, ed è in seguito stato paragonato al duo statunitense The Everly Brothers.

## Storia

### Anni sessanta
Peter Asher è fratello di Jane Asher, una fra le prime fidanzate di Paul McCartney. Entrambi sono stati nel 1955 degli attori bambini, comparendo in un episodio della serie televisiva Robin Hood (The Adventures of Robin Hood).
L'amicizia con Paul, conosciuto attraverso la sorella, consentì a Peter di registrare diverse canzoni scritte da Lennon/McCartney. Fra queste vi erano A World Without Love (che raggiunse il primo posto nella Official Singles Chart per due settimane e nelle classifiche USA Billboard Hot 100 e l'ottava posizione in Norvegia), Nobody I Know, I Don't Want To See You Again e Woman. Quest'ultima canzone fu depositata da McCartney presso la società degli autori con lo pseudonimo Bernard Webb; il cantante dei Beatles usò l'escamotage per verificare se fosse stato in grado di fare salire ai primi posti delle classifiche canzoni che non fossero firmate con il suo vero nome. In questo caso, la canzone raggiunse la quattordicesima posizione in USA e la ventottesima nella classifica britannica.
Peter and Gordon registrarono anche una canzone firmata Lennon/McCartney: If I Fell. Fra gli altri loro successi figura I Go to Pieces, che negli Stati Uniti raggiunse la settima posizione nelle classifiche di vendita e che era stata scritta da Del Shannon. Questi la passò al duo dopo una tournée compiuta insieme.
Hanno registrato poi cover di True Love Ways di Buddy Holly e To Know Him Is to Love Him del gruppo Teddy Bears, reintitolata To Know You Is to Love You. Hanno inciso i loro ultimi successi nel 1967: Lady Godiva (in USA salita al sesto posto), Knight In Rusty Armour e Sunday for Tea.
Il duo ha inciso anche musiche per le colonne sonore di alcuni film: Pop Gear (del 1965, in cui interpretavano il brano World Without Love), Just for You (del 1966, con i brani Leave Me e Soft As) e I ribelli di Carnaby Street (1967, in cui eseguivano il brano The Jokers, titolo originale del film). Sono poi apparsi in televisione in diversi show britannici fra cui Ready, Steady, Go!.

### Carriere soliste
Passato il momento d'oro come interpreti i componenti del duo hanno intrapreso strade proprie. Asher è divenuto capo della A&R alla Apple Records. Ha tuttavia continuato la carriera in campo musicale come direttore del suono in California, dove fra anni settanta e ottanta è stato manager di Linda Ronstadt e James Taylor, producendo anche album discografici per Cher, 10,000 Maniacs e Diana Ross. Sua figlia, Victoria Asher, è una componente del gruppo musicale Cobra Starship.

### Reunion
Nell'agosto 2005, il duo è tornato ad esibirsi in palcoscenico a New York, per la prima volta dopo oltre trent'anni, in occasione di un concerto-tributo dedicato a Mike Smith dei Dave Clark Five, gravemente malato. Dopo questo concerto, il duo si è esibito nuovamente l'anno successivo al Festival for Beatles Fans (già Beatlefest). In quella circostanza Paul McCartney ebbe modo di ascoltarli e inviare loro un messaggio di congratulazioni per l'avvenuta reunion.
Nella primavera del 2007 e poi ancora nel 2008, Peter e Gordon si sono esibiti nei concerti del Flower Power concert series al Disney's EPCOT in Florida. Sempre nel 2007, hanno presenziato al Love-In: A Musical Celebration, un tributo alla musica degli anni sessanta tenuto al Birch North Park Theatre di San Diego (California) e il cui svolgimento è stato fissato in un film (il relativo DVD è stato distribuito nel 2009).
Il duo, dopo di allora, ha suonato diverse volte insieme intervenendo fra l'altro all'evento 50 Winters Later, tenuto nel febbraio 2009 per ricordare il giorno in cui il rock è morto, ovvero l'anniversario della disgrazia aerea in cui perirono i cantanti rock Buddy Holly, Ritchie Valens e Big Bopper. La celebrazione è avvenuta al Surf Ballroom di Clear Lake, Iowa, cioè il luogo in cui Holly e i suoi amici avevano suonato poco prima di salire sull'aereo che li avrebbe portati verso la morte.
Altri concerti tenuti da Peter e Gordon si sono svolti poi al Pier di Santa Monica (California), a Chicago, in varie località del New Jersey e, infine, al Festival for Beatles Fans di Las Vegas (1º luglio e 2 luglio 2009). È stata la loro ultima esibizione poiché Gordon Waller è morto pochi giorni dopo, il 17 luglio, all'età di 64 anni.

## Dischi d'oro
I singoli World Without Love, Nobody I Know, True Love Ways e Lady Godiva hanno venduto ciascuno oltre un milione di copie e hanno ricevuto il riconoscimento del disco d'oro.

## Formazione
- Peter Asher - voce, chitarra
- Gordon Waller - voce, chitarra

## Discografia

### Album in studio
- A World Without Love (1964)
- I Don't Want to See You Again (1964)
- Peter and Gordon (1964, Columbia SX 1630) (mono)
- Peter and Gordon (1964, Columbia SCX 3518) (stereo)
- In touch with Peter an Gordon (1964, SX 1660) (mono)
- In touch with Peter an Gordon (1964, SCX 3532) (stereo)
- Hurtin'n'lovin' (1965, Columbia SX 1761) (mono)
- Hurtin'n'lovin' (1965, Columbia SCX 3565) (stereo)
- I Go to Pieces (1965)
- True Love Ways (1965)
- Peter and Gordon (1966, Columbia SX 6045) (mono)
- Peter and Gordon (1966, Columbia SCX 6045) (stereo)
- Somewhere (1966, Columbia SX 6097) (mono)
- Somewhere (1966, Columbia SCX 6097) (stereo)
- Sing and Play Hits of Nashville (1966)
- Woman (1966)
- Best of (1966)
- I go to pieces (1965, Columbia SCXC 25) (Export)
- Woman (1965, Columbia SCXC 25) (Export)
- Lady Godiva (1966, Columbia SCXC 33) (Export)
- Lady Godiva (1967)
- Knight in Rusty Armor (1967)
- In London for Tea (1967)
- Hot, Cold & Custard (1967)

### Singoli
(tra parentesi la posizione in classifica)
- A World Without Love/If I Were You (1964, USA numero 1, UK numero 1)
- Nobody I Know/You Don't Have To Tell Me (1964, USA numero 12, UK numero 10)
- I Don't Want To See You Again/I Would Buy You Presents (1964, USA numero 16)
- I Go To Pieces/Love Me Baby (1964, USA numero 9)
- True Love Ways/IF You Wish (1965, USA numero 14, UK numero 2)
- To Know You Is To Love You/I Told You So (1965, UK numero 5)
- Baby I'm Yours/When The Black Of Your Eyes Turn To Grey (1965, UK numero 19)
- Don't Pity Me/Crying In The Rain (1965)
- Woman/Wrong From The Start (1966, USA numero 14, UK numero 28)
- To Show I Love You/Don't Pity Me (1966)
- Lady Godiva/Mornings Calling (1966, USA numero 6, UK numero 16)
- The Knight In Rusty Armour/The Flower Lady (1966, USA numero 15)
- Sunday For Tea/Start Trying Someone Else (1967)
- The Jokers/Red, Cream And Velvet (1967)
- I Feel Like Going Out/The Quest For The Holy Grail (1968)
- You've Had Better Times/Sipping My Wine (1968)
- I Can Remember (Not Too Long Ago)/Hard Time, Rainy Day (1969)